# Studentski centar
Studentski centar je organizacija koja brine o prehrani, zapošljavanju i stanovanju studenata. Studentski centri skrbe i za kulturnu, sportsku, obrazovnu i informatičku ponudu.

## Vanjske poveznice
- studentski centri u Hrvatskoj
  - Studentski centar Sveučilišta u Dubrovniku
  - Studentski centar Sveučilišta Josipa Jurja Strossmayera u Osijeku
  - Studentski centar Sveučilišta Jurja Dobrile u Puli
  - Studentski centar Sveučilišta u Rijeci
  - Studentski centar Sveučilišta u Slavonskom Brodu
  - Studentski centar Sveučilišta u Splitu
  - Studentski centar u Varaždinu Sveučilišta u Zagrebu
  - Studentski centar u Zagrebu Sveučilišta u Zagrebu

- studentski centri u BiH
  - Studentski centar Sveučilišta u Mostaru